# Lunds BK
Maillots
Dernière mise à jour : 22 décembre 2011.
Le Lunds BK  est un club suédois de football basé à Lund.
Le club a passé 9 saisons en deuxième division suédoise.

## Historique
- 1919 : fondation du club

## Anciens joueurs
- Roger Ljung

### Formés au club mais n'ayant pas joué en équipe première
- Martin Dahlin
- Ivo Pekalski
- Jonas Sandqvist